# Pavia di Udine

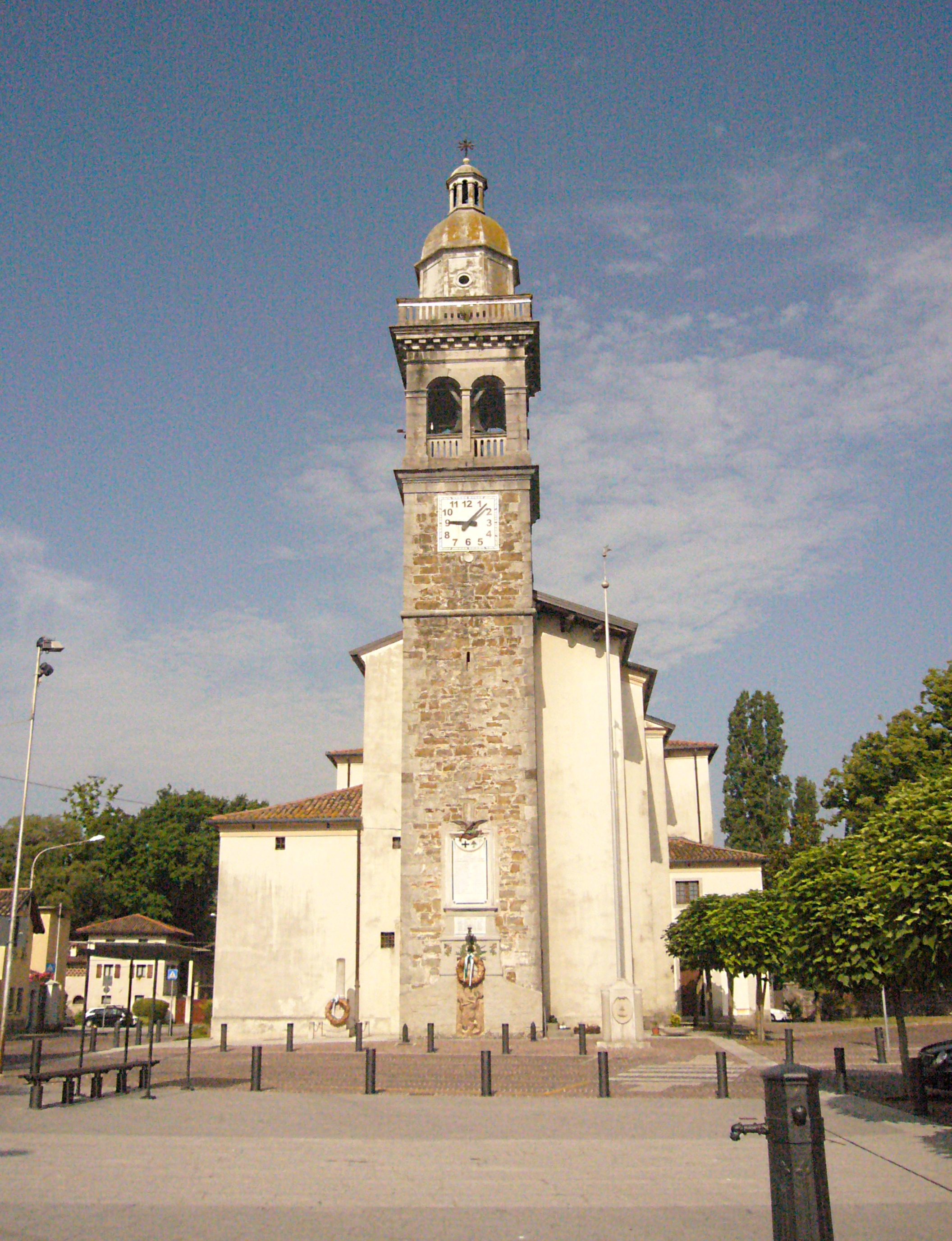
Der Glockenturm der Pfarrkirche von Pavia di Udine (UD)

Pavia di Udine (im lokalen Dialekt: Pavie) ist eine nordostitalienische Gemeinde (comune) mit 5468 Einwohnern (Stand 31. Dezember 2023) in der Region Friaul-Julisch Venetien. Die Gemeinde liegt etwa 9 Kilometer südöstlich von Udine am Torre. Der Verwaltungssitz der Gemeinde liegt im Ortsteil Lauzacco.

## Geschichte
Die Ortschaften Pavia und Percoto wurden 1135 erstmals urkundlich erwähnt.

## Gemeindepartnerschaften
Pavia di Udine unterhält seit 2008 eine Partnerschaft mit der österreichischen Marktgemeinde Finkenstein am Faaker See in Kärnten.

## Verkehr
Durch die Gemeinde führt die Autostrada A23 von Gonars zur österreichischen Grenze. Die frühere Strada Statale 352 di Grado von Udine nach Grado ist nunmehr zu einer Regionalstraße herabgestuft worden. An der Bahnstrecke von Udine nach Cervignano del Friuli liegt der Bahnhof im Ortsteil Risano und der Haltepunkt im Ortsteil Lumignacco.